# Jackie Gleason
Herbert Walton "Jackie" Gleason (Bushwick, Brooklyn, Nova York, 26 de febrer de 1916 − Fort Lauderdale, Florida, 24 de juny de 1987) va ser un actor, compositor, productor, guionista i director estatunidenc. Principalment conegut com a actor còmic, ha estat, a partir dels anys 1950, una estrella de la televisió americana. Ha tingut igualment papers dramàtics com a El vividor.

## Biografia
Nascut en el 364 de Chauncey Street, a Buskwick, Brooklyn, Gleason i el seu germà (que va morir quan ell encara era jove.) van ser abandonats pel seu pare i educat per una afectuosa però turmentada mare, que va morir quan ell tenia dinou anys. Els seus pares, oriünds del Comtat de Cork, es deien Maisie Murphy (dependenta del metro) i Herb Gleason, auditor d'assegurances.
En els seus relats, Jackie solia avançar la data de la mort de la seva mare en tres anys; el biògraf William A. Henry III (un crític televisiu de tota la vida) va escriure sobre la tendència de Gleason d'exagerar o enfosquir la seva complicada infantesa. De qualsevol manera, se sap que va anar a l'escola elemental en el P.S. 73 de Brooklyn i que més endavant també va estudiar -sense arribar a graduar-se- en els instituts John Adams High School, a Queens, i el Bushwick High School de Brooklyn.
El seu primer reconeixement com a artista d'entreteniment va arribar a Broadway, quan va aparèixer a Follow the Girls' En la dècada dels 1940, es va veure a Gleason en pel·lícules com la llegenda del Swing Glenn Miller i la seva orquestra; Gleason va tocar el baix a Orchestra Wives. També va aparèixer a Navy Blues (va aparèixer en els crèdits com Jackie C. Gleason), que van protagonitzar Ann Sheridan i Martha Raye.
La primera gran aparició de Gleason va arribar el 1949, quan va anar a parar al paper del brusc però sensible treballador d'avió Chester A. Riley per a la primera versió televisiva de l'èxit de la ràdio The Life of Riley. (William Bendix havia interpretat el paper a la ràdio, però no va poder assumir el paper a la televisió a causa de compromisos en pel·lícules). El programa va rebre audiències modestes encara que crítiques positives, però Gleason, segons Metz, va deixar el programa pensant que podia fer coses millors. (The Life of Riley finalment va arribar a ser un èxit televisiu a començaments dels 50 amb William Bendix al paper que va popularitzar a la ràdio). En aquell temps, l'actuació de Gleason en el club captava l'atenció en l'entorn de la ciutat de Nova York i la petita cadena DuMont Television Network.
Gleason va ser contractat per ocupar l'hora de varietats Cavalcade of Stars de la DuMont el 1950, anivellant entreteniment ostentós i la seva versatilitat còmica. Va estructurar el xou amb números de ball fugaços, va desenvolupar personatges que refinaria al llarg de la dècada, i va arribar a tenir tanta rellevància que la CBS el va temptar fins a guanyar-lo per a la seva cadena el 1952.
Es va canviar de nom el programa a The Jackie Gleason Show i Gleason aviat va tenir el segon programa més vist de la televisió del país. Va ampliar el xou amb números de ball inicials, a continuació dels quals recitava un monòleg. Llavors, acompanyat per "una petita música viatgera", es dirigia cap als bastidors, aplaudint amb les mans al revés i cridant "And awa-a-aay we go!" ("I a-aaa-allà anem!"). La frase va arribar a ser una de les seves marques.

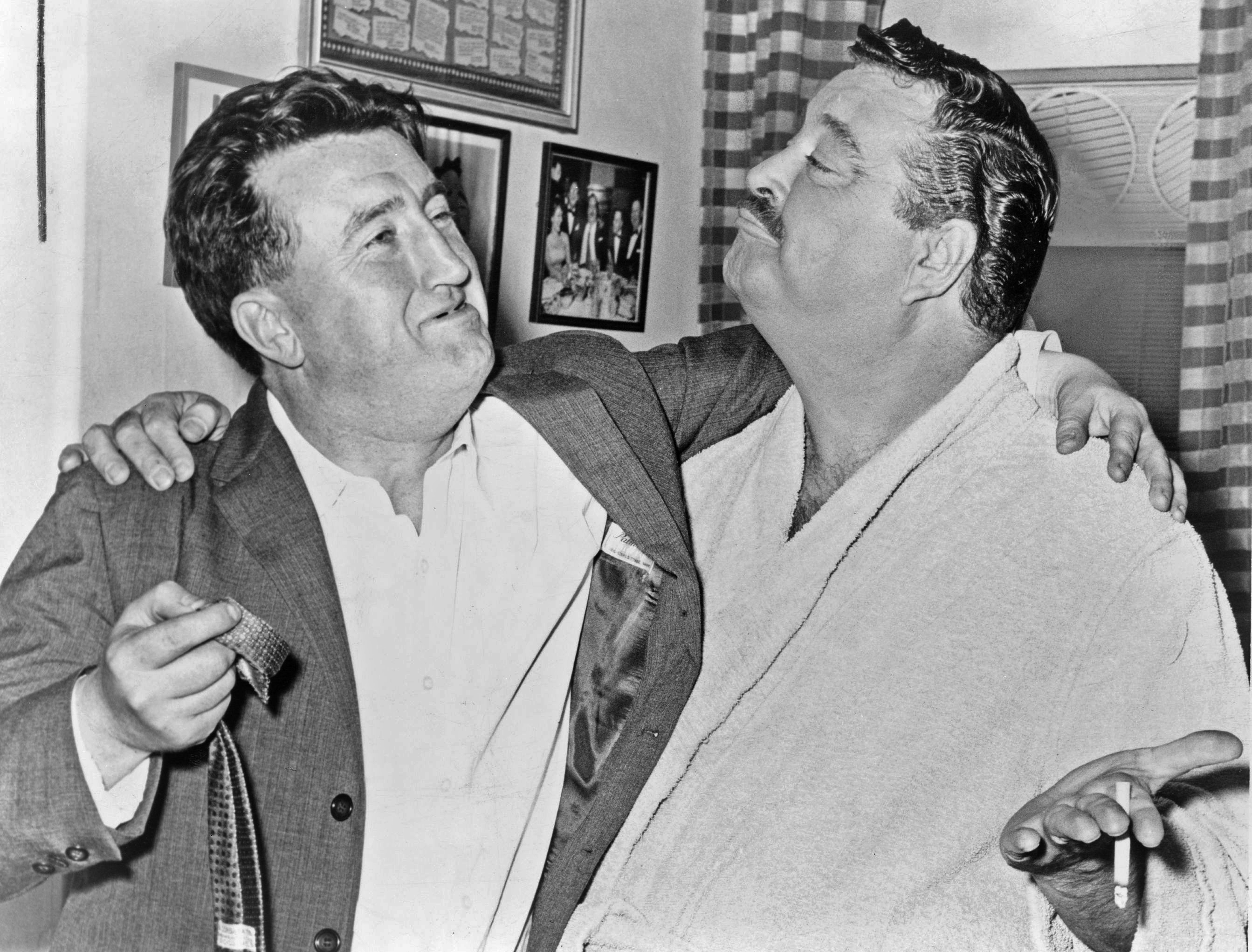
Brendan Behan i Jackie Gleason

El seu personatge més popular amb diferència va ser el cridaner conductor d'autobús Ralph Kramden, que vivia amb la seva aspra però tendra esposa Alice Kramden, en un apartament de dues habitacions a Brooklyn, un pis per sota el seu millor amic, l'eixelebrat treballador de les clavegueres de Nova York Ed Norton ("La primera vegada que vaig fer l'examen per a les clavegueres vaig suspendre, ni tan sols podia flotar!") i la seva igualment aspra esposa, Trixie. Norton va ser representat des del principi per Art Carney.
Possiblement inspirada en un altre èxit de ràdio, The Bickersons, i tenyida per la dura infantesa de Gleason a Brooklyn ("Cada veïnat a Brooklyn té el seu Ralph Kramdens", va dir anys després), aquells esquetxos van arribar a ser coneguts com a  The Honeymooners, i se centraven entorn dels incessants plans per fer-se ric en poc temps de Ralph, les tensions entre les seves ambicions i l'agosarada ajuda i consol de Norton, i l'inevitable xoc ("Un d'aquests dies... un d'aquests dies...", "Pam, a tota la boca!, "Et portaré el món demà, Alice,", "Aniràs a la lluna!") quan l'assenyada Alice intentava portar de tornada dels núvols el cap del seu marit.
Els esquetxos de The Honeymooners es van fer tan populars que Gleason se la va jugar convertint-los en una sèrie completament independent el 1955. Aquests són els anomenats trenta-nou episodis clàssics, encara que es van convertir en clàssics només anys després de ser emesos, ja que el programa no va obtenir bones xifres d'audiència. Però van ser filmats amb un nou procés DuMont, la Electronicam, que permetia emmagatzemar la televisió en viu en cintes de gran qualitat. Això va resultar ser la millor carta a favor de la sèrie: deu anys després que s'emetessin, la reposició de Honeymooners es va guanyar una lleial i creixent audiència que va fer que el que un dia fos un èxit d'audiència es convertís en una icona de la televisió. Tant és així que avui una estàtua a mida natural de Jackie Gleason amb l'uniforme complet de conductor d'autobús es troba a l'exterior de la terminal d'autobús Port Authority a Nova York.
L'actuació de Gleason no es va limitar a papers còmics. Es va guanyar també l'aclamació per actuacions en directe en drames televisius, com The laugh maker en els Studio Uno de la CBS el 1953 o també la pel·lícula de William Saroyan The Time of Your Life (1958), que va aparèixer en un episodi de Playhouse 90.
Va ser nominat per l'oscar al millor actor secundari per la seva interpretació de Minnesota Fats a El vividor (1961). (En la seva aparició el 1985 The Tonight Show, Gleason va dir Johnny Carson que havia interpretat a la piscina amb freqüència des de la infantesa (d'aquí la utilització d'aquestes experiències a El vividor. També va ser ben rebut com un atribolat boxejador gerent en la versió de la pel·lícula de Rod Serling "Requiem for a Heavyweigh (1962). Gleason també va interpretar el paper de sergent de l'exèrcit cansat del món a Soldier in the Rain (1963).

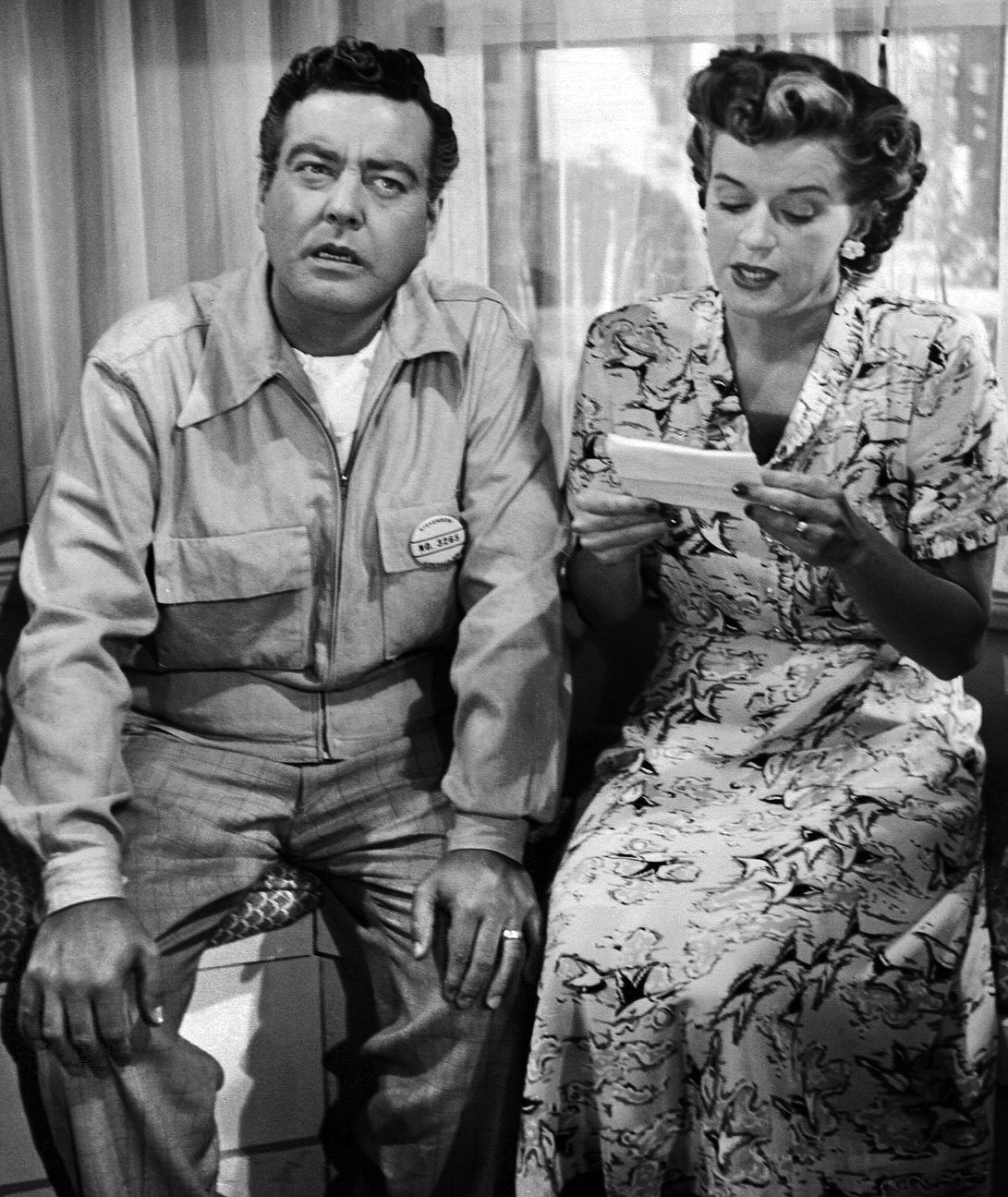
Gleason i Rosemary DeCamp com Chester i Peg Riley.

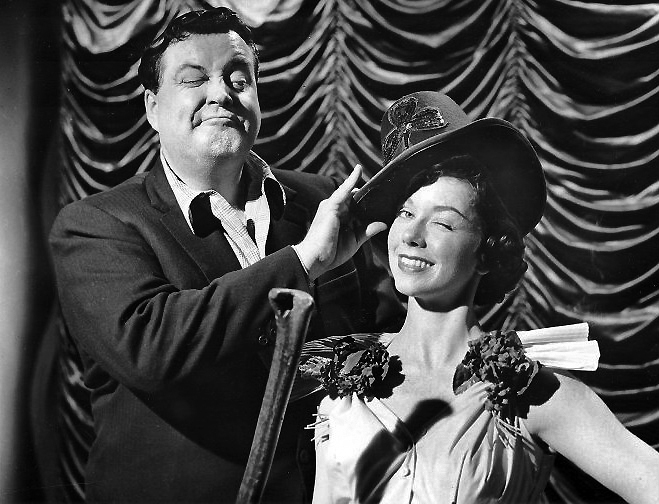
Gleason i June Taylor el dia de St. Patrick 1955

Va escriure, produir i protagonitzar Gigot (1962), un fracàs de taquilla en la qual interpreta un conserge pobre i mut, acaba fent-se amic i rescatador d'una prostituta i la seva filla petita. El guió de la pel·lícula va ser la base pel telefilm The Wool Cap (2004), protagonitzada per William H. Macy al paper del porter mut, i que va rebre crítiques bastant bones.
Més d'una dècada va passar abans que Gleason tingués èxit en una altra pel·lícula. Aquest paper va ser el còmic i la maledicció de l'agutzil de Texas Buford T. Justice en les pel·lícules Smokey and the Bandit (1977), Smokey and the Bandit II (1980) i ' 'Smokey and the Bandit 3 (1983). Va ser coprotagonista al costat de Burt Reynolds com a bandit, Sally Field com Carrie (enamorada del bandit) i Jerry Reed com Cledus (ninot de neu).
Anys més tard, quan Reynolds va ser entrevistat per Larry King, Reynolds va dir que va acceptar fer la pel·lícula només si contractava Jackie Gleason per interpretar el paper del Xèrif de Justícia (el nom d'un veritable policia de carreteres de Florida, que coneixia en la realitat el pare de Reynolds). L'entrevista també va revelar que el director Hal Needham Gleason va donar via lliure per improvisar una gran part del seu diàleg i fer suggeriments per a la pel·lícula. Reynolds i Needham sabien que el talent còmic de Gleason contribuiria a fer que la pel·lícula fos un èxit, i la caracterització de Gleason com a Xèrif de Justícia va ser molt aplaudida.
Durant la dècada de 1980, Gleason va obtenir crítiques positives, i va fer una memorable interpretació de abates, un ric home de negocis dels EUA en la comèdia The Toy (1982) davant Richard Pryor. Encara que la pel·lícula per si mateix va ser molt criticada, les actuacions de Gleason i Pryor van ser elogiades. El talents còmic i l'actuació de Gleason són la raó per la qual Orson Welles l'anomenava "El Gran".
Gleason va realitzar 2 programes especials de "El xou de Jackie Gleason" per a la CBS després d'acabat el seu programa regular dels 70, en els quals va incloure segments de "Els Honeymooners" i un esquetx de "Reginald Van Gleason III" en el qual el soci milionari va ser presentat com un cínic alcohòlic. Quan quan el seu contracte amb la CBS va acabar, Gleason va firmar amb la NBC, però molts projectes no es van realitzar fins que va fer diversos programes especials de "Els honeymooners" per a la ABC. Aquella vegada va reunir a l'elenc original dels 39 episodis clàssics de 1955-56 (Els 39 clàssics), després de l'homenatge televisiu (american roast) que els fes Dean Martin a Gleason i Audrey Meadows. Els 4 de l'elenc van fer 4 capítols a mitjans dels 70. Gleason i Art Carney també van fer una pel·lícula per a la televisió, Izzy and Moe que la CBS va difondre el 1985. Després de dècades de rebre salari d'estrella i Carney com a secundari. Gleason es va resistir a la igualació de salaris però finalment va cedir.
Nothing in Common va resultar ser l'últim paper de Gleason en una pel·lícula; estava lluitant contra un càncer de còlon i un càncer hepàtic fins i tot mentre treballava a la pel·lícula. Va ser hospitalitzat el 1986-87 però es va donar d'alta a si mateix i va morir silenciosament als setanta-un anys a la seva casa d'Inverrary. El mateix any Miami Beach va honrar les seves contribucions a la ciutat i el seu turisme reanomenant el Miami Beach Auditorium, en el qual va realitzar el seu programa televisiu una vegada que va viatjar a Florida com el Teatre Jackie Gleason d'arts escèniques. Jackie Gleason està enterrat en un mausoleu a l'aire lliure al Cementiri Catòlic de Nostra Senyora de la Misericòrdia a Miami, Florida. Sota les gràcils columnes, en la base, apareix la inscripció "And Away We Go".

## Filmografia

### Actor
- 1941: Navy Blues: Tubby
- 1941: Steel Against the Sky: Cliff
- 1942: All Through the Night: Starchy
- 1942: Lady Gangster: Wilson
- 1942: Tramp, Tramp, Tramp: Hank
- 1942: Larceny, Inc.: Hobart
- 1942: Escape from Crime: Evans
- 1942: Orchestra Wives: Ben Beck
- 1942: Springtime in the Rockies: El comissionat
- 1949: The Life of Riley (sèrie TV): Chester A. Riley (1949-50)
- 1950: The Desert Hawk: Aladdin
- 1949: Cavalcade of Stars (sèrie TV): Host / Ralph Kramden / Diversos personatges (1950-1952)
- 1952: The Jackie Gleason Show (sèrie TV): Host / Ralph Kramden / Diversos personatges
- 1955: The Honeymooners (sèrie TV): Ralph Kramden
- 1960: The Secret World of Eddie Hodges (TV): Narrador / Ell mateix
- 1961: El vividor (The Hustler): Minnesota Fats
- 1962: Gigot: Gigot
- 1962: Requiem for a Heavyweight: Maish Rennick
- 1963: Papa's Delicate Condition: Jack Griffith
- 1963: Soldier in the Rain: Sergent Maxwell Slaughter
- 1968: Skidoo: Tony Banks
- 1969: How to Commit Marriage: Oliver Poe
- 1969: Don't Drink the Water: Walter Hollander
- 1970: How Do I Love Thee?: Stanley Waltz
- 1975: A Lucille Ball Special Starring Lucille Ball and Jackie Gleason (TV): Fred / Herb / Mike
- 1976: The Honeymooners Second Honeymoon (TV): Ralph Kramden
- 1977: Mr. Billion: John Cutler
- 1977: Smokey and the Bandit: Xèrif Buford T. Justice
- 1977: The Honeymooners Christmas Special (TV): Ralph Kramden
- 1978: The Honeymooners Valentine Special (TV): Ralph Kramden
- 1980: Smokey and the Bandit II: Xèrif Buford T. Justice / Gaylord Justice / Reginald Van Justice
- 1982: La joguina (The Toy): Ulysses Simpson 'U.S.' Bates
- 1983: The Sting II de Jeremy Kagan: Fargo Gondorff
- 1983: Smokey and the Bandit Part 3: Buford T. Justice
- 1983: Mr. Halpern and Mr. Johnson (TV): Ernest Johnson
- 1985: Izzy & Moe (TV): Izzy Einstein
- 1986: Res en comú (Nothing in Common): Max Basner

### Compositor
- 1966: The Jackie Gleason Show (sèrie TV)
- 1961: The Jackie Gleason Show (sèrie TV)
- 1961: The Million Dollar Incident (TV)
- 1962: Gigot, clochard de Belleville (Gigot)
- 1985: Izzy & Moe (TV)
- 1993: Toen was geluk heel gewoon (sèrie TV)

### Productor
- 1954: Stage Show (sèrie TV)
- 1961: The Jackie Gleason Show (sèrie TV)

### Guionista
- 1962: Gigot, clochard de Belleville (Gigot)

### Director
- 1976: The Honeymooners Second Honeymoon (TV)
- 1977: The Honeymooners Christmas Special (TV)

## Premis i nominacions

### Nominacions
- 1962: Oscar al millor actor secundari per El vividor
- 1962: Globus d'Or al millor actor secundari per El vividor
- 1963: Globus d'Or al millor actor dramàtic per Gigot
- 1955: Primetime Emmy al millor actor per The Jackie Gleason Show
- 1955: Primetime Emmy al millor guió còmic per The Jackie Gleason Show
- 1956: Primetime Emmy al millor actor per The Honeymooners